# Французька революційна армія

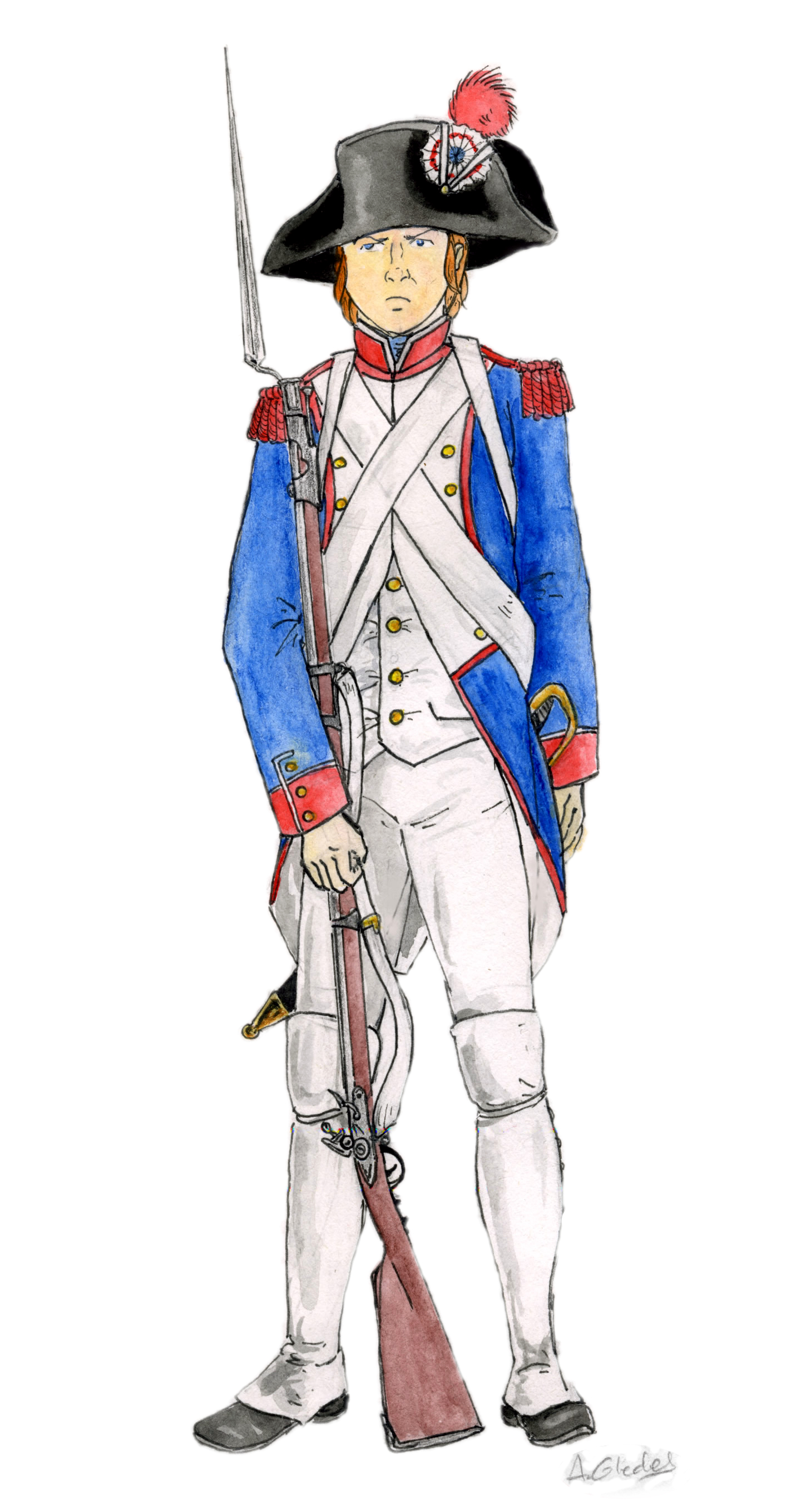
Лінійний фузилер епохи Французької революції

Французька революційна армія (фр. Armée révolutionnaire française) — збройні сили Франції у період між поваленням Старого порядку (1792) і виникненням Першої французької імперії Наполеона I Бонапарта (1804). Французьким військам цієї епохи, що відрізнявся революційним ентузіазмом, але погано оснащеним і обмундированим, супроводжував змінний військовий успіх: від початкових катастрофічних поразок до видатних перемог під командуванням генералів Моро, Массени та Бонапарта.

## Створення революційної армії

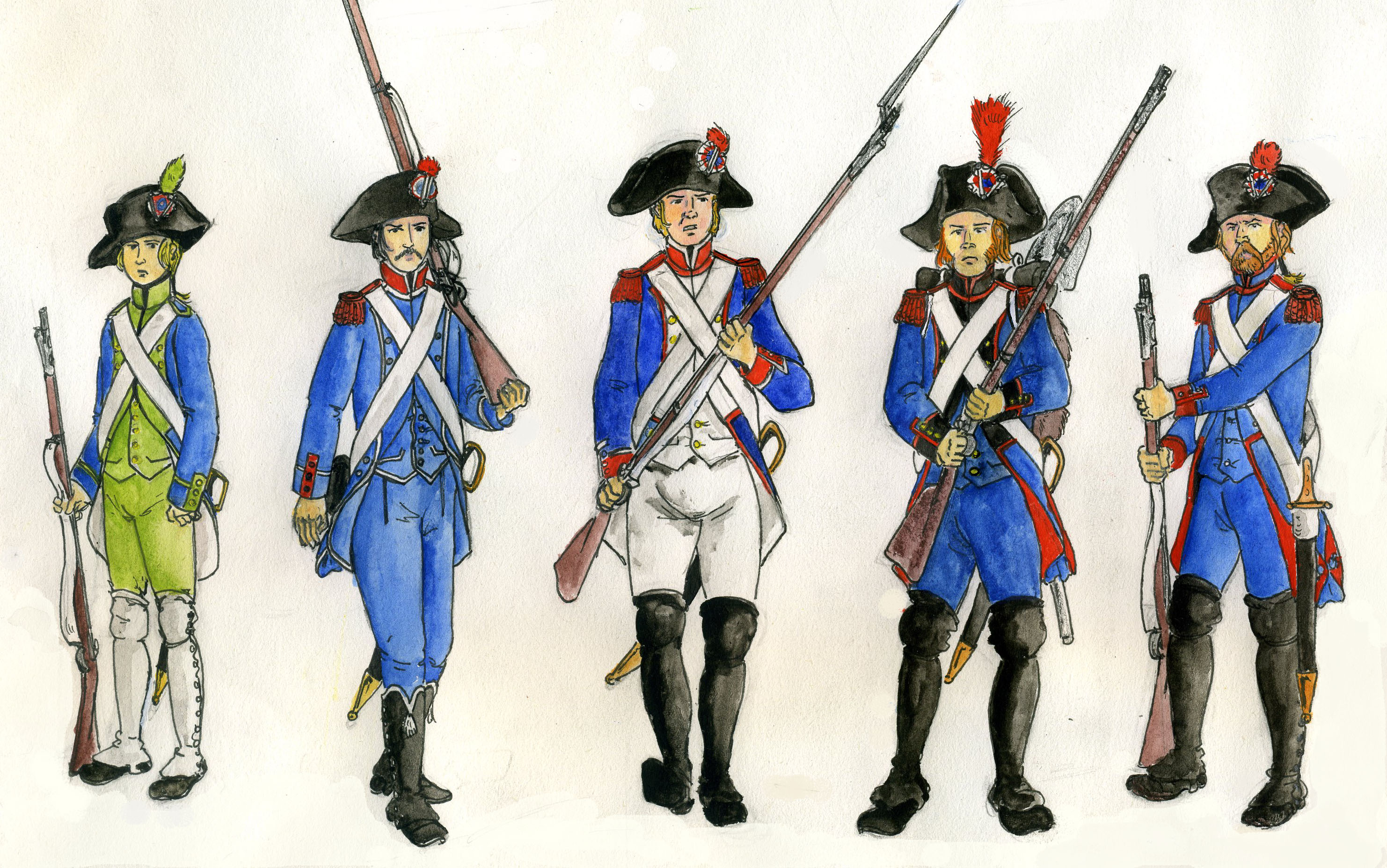
Солдати французької революційної армії

Після Французької революції почалося розкладання старої армії. Відбувалося розкрадання грошових ящиків, розпродаж обмундирування та зброї, побиття офіцерів, які намагалися підтримати лад. З 9 тис. офіцерів емігрувало 6 тис.
Наприкінці 1791 року напередодні першої війни революційної Франції в армію записалися 100 тис. добровольців, проте їх підготовка залишала бажати кращого.
Після початку війни навесні 1792 року вторгнення французької армії на австрійські Нідерланди бельгійську територію, що належала Австрії, закінчилося плачевно: у французьких полках, що розклалися, при зустрічі з противником піднімалася паніка, і війська бігли, кидаючи гармати і обоз.
Але перемога в битві при Вальмі 20 вересня 1792 року підбадьорила французів. У ньому особливу роль зіграла добре навчена артилерія, що дісталася у спадок від старої армії. 24 лютого 1793 року було прийнято рішення про призов до армії 300 тис. осіб (насправді було мобілізовано лише 180 тис.), а через пів року, 23 серпня 1793 року, була введена масова мобілізація: закликалися всі неодружені чоловіки віком від 18 до 25 років. Цей набір дав близько 450 тисяч осіб. Так революційної армії було забезпечено величезну чисельну перевагу над арміями противників, які могли, без істотних змін у державному ладі, запровадити загальну військову службу.
Однак проблемою була нестача досвідчених офіцерів. Старі полки легко поповнювали зі свого унтер-офіцерського складу спад офіцерів-емігрантів, але нові призовники зводилися до волонтерських батальйонів і обирали собі офіцерів зі свого середовища, які не мали жодного військового досвіду.
У найвищому військовому командуванні відбувалися постійні зміни. За один 1792 змінилося вісім військових міністрів. За 1792—1793 роки у Північній армії змінилося 16 командувачів, а в Арденській, Мозельській та Рейнській — по 11.
Велику роль у створенні армії нового типу зіграв Лазар Карно, який став у серпні 1793 року членом Комітету громадського порятунку, який відповідав за військові питання. Його прозвали «організатором перемоги». З його ініціативи відбулося злиття частин старої королівської армії з революційними батальйонами волонтерів. Замість колишніх полків створювалися напівбригади, до складу яких входили по одному старому королівському батальйону і по два волонтерських батальйони. Кавалерійські полки при цьому збереглися майже в тому ж вигляді, що й до революції.
Була обмежена виборність командного складу: було введено правило, що солдатами обираються три кандидати, а командуванню належить право затвердження одного з них. Дозволялося обирати на командні посади лише офіцерів, які обіймали посаду одним ступенем нижче, причому обирати собі офіцерів кожна рота могла з усього командного складу напівбригади. Було сформовано дивізії постійного складу.
Офіцери майже відрізнялися від солдатів ні з соціального походження, ні з освіти, ні зі способу життя війні. Офіцерського обозу не було, і офіцери, як і солдати, несли свої речі у своєму ранці. При цьому, наприклад, в прусській армії командир роти, крім верхового коня, мав до п'яти в'ючних коней для перевезення свого багажу.

### Нова тактика
Було важко утримати слабо підготовлених французьких солдатів у розгорнутому строю, звичайному для тогочасних армій, під вогнем. Тому війська почали застосовувати тактику розсипного ладу і користуватися укриттями. За стрілковим ланцюгом маневрували, збиралися і кидалися в атаку колони, які стали чудовим засобом для отримання чисельної переваги над противником у місці завдання удару. Ділянки місцевості, які вважалися через свою перетнутість недоступними для колишнього лінійного порядку, тепер особливо охоче використовувалися для бою і обходів французькими військами.
При русі військ флангові дивізії і корпуси стали відокремлювати від центру армії іноді цілий перехід. Це вимагало більшої ініціативи від їхніх командирів.